# لی دائه-هون
لی دائه-هون (انگلیسی: Lee Dae-hoon؛ زادهٔ ۵ فوریه ۱۹۹۲) یک تکواندوکار اهل کره جنوبی است. 
از افتخارات وی میتوان به کسب مدال نقره وزن ۵۸ کیلوگرم در بازی‌های المپیک تابستانی ۲۰۱۲ و کسب مدال برنز ‌وزن منفی ۶۸ کیلوگرم المپیک تابستانی ۲۰۱۶ و کسب مدال طلای مسابقات جایزه بزرگ و مدال طلای بازی های آسیایی و کسب رنکینگ نخست وزن منفی ۶۸ کیلوگرم جهان اشاره کرد.